# Classe Sugashima
La classe Sugashima è una classe di dragamine operativi nella Kaijō Jieitai, che sono entrati in servizio a partire dal 1999. Si tratta di dragamine costieri di concezione tradizionale.

## Progetto e storia
I dragamine della classe Sugashima sono unità tradizionali che hanno però avuto l'aggiunta di dotazioni per lo sminamento più adeguate alle minacce e al contesto operativo contemporaneo. Sono classificate come Minesweeper Coastal (MSC), e il programma ha ricevuto il nome 07MSC, dove il numero 07 si riferisce al settimo anno dell'era Heisei, equivalente al 1995, quando il progetto fu definitivamente approvato e finanziato.
La costruzione è identica a quella della precedente classe Uwajima (chiamata programma 63MSC), ed è basata su uno scafo in legno che utilizza l'abete di Douglas per la chiglia e i longheroni inferiori, la Zelkova, e il compensato di frassino per le altre parti.